# René af Bourbon-Parma
Prins René af Bourbon-Parma (italiensk: Renato Carlo Maria Giuseppe di Borbone-Parma; 17. oktober 1894 – 30. juli 1962) var en fransk-italiensk prins, der var søn af Robert 1., hertug af Parma og dennes anden hustru Maria Antonia af Portugal. Han var af en børneflok på 24, hvoraf de mest prominente var Kejserinde Zita af Østrig og Felix, som var gift med storhertuginde Charlotte af Luxembourg.
Han blev gift med Prinsesse Margrethe af Danmark og er far til Dronning Anne af Rumænien.

## Fødsel og opvækst
Prins René blev født 17. oktober 1894 i Schwarzau am Steinfeld i Østrig-Ungarn som søn af hertug Robert 1. af Parma i hans andet ægteskab med prinsesse Maria Antonia af Portugal. Hans far havde været den sidste hertug af det lille hertugdømme Parma i Norditalien men var blevet afsat i 1859 i forbindelse med Italiens samling. På trods heraf besad hertugfamilien fortsat en stor formue og ejede flere slotte i Norditalien, Østrig og Frankrig. Prins René var barn nummer 19 ud af en børneflok på 24, hvoraf de mest prominente var Kejserinde Zita af Østrig og Prins Felix, som var gift med storhertuginde Charlotte af Luxembourg. 
Han voksede op i Østrig. Han gik i skole på Theresianum i Wien, tog sin uddannelse ved militærakademiet, og gjorde derefter tjeneste som kavalleriofficer i den østrig-ungarske hær.
Under Første Verdenskrig besluttede Renés brødre Prins Sixtus og Prins Xavier at kæmpe på Ententemagternes side, mens René og hans brødre Prins Elias og Prins Felix valgte at kæmpe på Centralmagternes side i den østrig-ungarske hær. Deres søster Zita var gift med ærkehertug Karl af Østrig, der blev østrig-ungarsk kejser i 1916. Ved det habsburgske monarkis fald ved afslutningen af Første Verdenskrig i 1918 flyttede Prins René til Frankrig.

## Ægteskab
Prins René giftede sig den 9. juni 1921 i Jesu Hjerte Kirke i København med Prinsesse Margrethe af Danmark, der var datter af Prins Valdemar af Danmark og Prinsesse Marie af Orléans. Hun var dermed barnebarn af Kong Christian 9. af Danmark og kusine til Kong Christian 10. af Danmark. Selv om Prinsesse Margrethes far var lutheransk var hun blevet opdraget i moderens katolske tro, da forældrenes bryllup var blevet indgået på betingelse af, at eventuelle sønner skulle opdrages protestantisk, mens eventuelle døtre skulle opdrages katolsk. I forbindelse med brylluppet fik han tildelt Elefantordenen. 
Parret fik fire børn:
1. Prins Jacques af Bourbon-Parma (9. juni 1922 – 5. november 1964) – gift 1947 med Birgitte Alexandra Maria af Holstein-Ledreborg og fik 3 børn.
2. Prinsesse Anne af Bourbon-Parma (18. september 1923) – gift 1948 med eks-kong Mihai 1. af Rumænien og fik 5 børn.
3. Prins Michel af Bourbon-Parma (4. marts 1926) – gift 1951 med Yolande af Broglie-Revel og fik 5 børn. Skilt 1966. Gift 2003 med prinsesse Maria Pia af Savoyen.
4. Prins André af Bourbon-Parma (6. marts 1928 – 1. oktober 2011) – gift 1960 med Marina Gacry og fik 3 børn.

## Senere liv
Parret opholdt sig i starten i Frankrig, men hen mod begyndelsen af 2. verdenskrig flygtede de først til Spanien, derefter Portugal og endte i USA. Efter krigen drog familien til Danmark, hvor de til en vis del nød godt af familieforholdet til det danske kongehus. Da Josephine Baker sang i pausen i natklubben Adlon, mens hun lagde en violbuket på hvert bord, blev hun afvist af Prins René med ordene: "Take it away, negresse." Josephine græd, og fyrsten måtte forlade lokalet.